# Марк Фабий Амбуст (понтифекс)
Вижте пояснителната страница за други значения на Марк Фабий Амбуст.
Марк Фабий Амбуст (на латински: Marcus Fabius Ambustus) е държавник на Римската република през края на 4 век пр.н.е. Произлиза от клон Амбуст на фамилията Фабии.
През 390 пр.н.е. той е понтифекс максимус. Неговите трима племенници или синове Кезо Фабий Амбуст, Квинт Фабий Амбуст и Квинт Фабий Амбуст са изпратени като посланици при галската войска, която обсажда Клузиум.